# 涅季利謝
50°45′17″N 28°3′16″E / 50.75472°N 28.05444°E
涅季利謝（烏克蘭語：Неділище），是烏克蘭北部的村莊，隸屬日托米爾州的茲維亞赫爾區。該村面積0.46平方公里，海拔高度203米，2001年人口808，人口密度每平方公里1,756.52人。